# Алкіппа (дочка Ареса)
Алкіппа — дочка Ареса й афінської царівни Аглаври. На честь Алкіппи зазіхнув Галіррофій, син Посейдона і німфи Евріти. Арес убив його за цей злочин. Тоді Посейдон звернувся до ареопагу з дванадцяти олімпійських богів, звинувативши Ареса в смерті свого сина. Оскільки, крім Ареса, свідків того, що сталося, не виявилося, ареопаг виправдав його.